# Aitoi (Ort)
Aitoi ist eine osttimoresische Siedlung im Suco Maumeta (Verwaltungsamt Remexio, Gemeinde Aileu) in Osttimor.

## Geographie und Einrichtungen
Das Dorf Aitoi liegt im Zentrum der Aldeia Aitoi auf einer Meereshöhe von 1257 m. Der Fluss Tatamailiu entspringt östlich von Aitoi. Nördlich fließt ein Nebenfluss des Rureda. Die Flüsse gehören zum System des Nördlichen Laclós. Die Überlandstraße von der Landeshauptstadt Dili im Norden durchquert den Ort auf ihren Weg nach Namolesso im Süden.
Die Straße, die die Siedlung durchquert, führt nach Süden in den Suco Fahisoi-Lequidoe und nach Norden in die Orte Riheu und Mautoba im Suco Fahisoi-Remexio.
Im Dorf Aitoi befindet sich ein Wassertank.